# Giandomenico Tiepolo

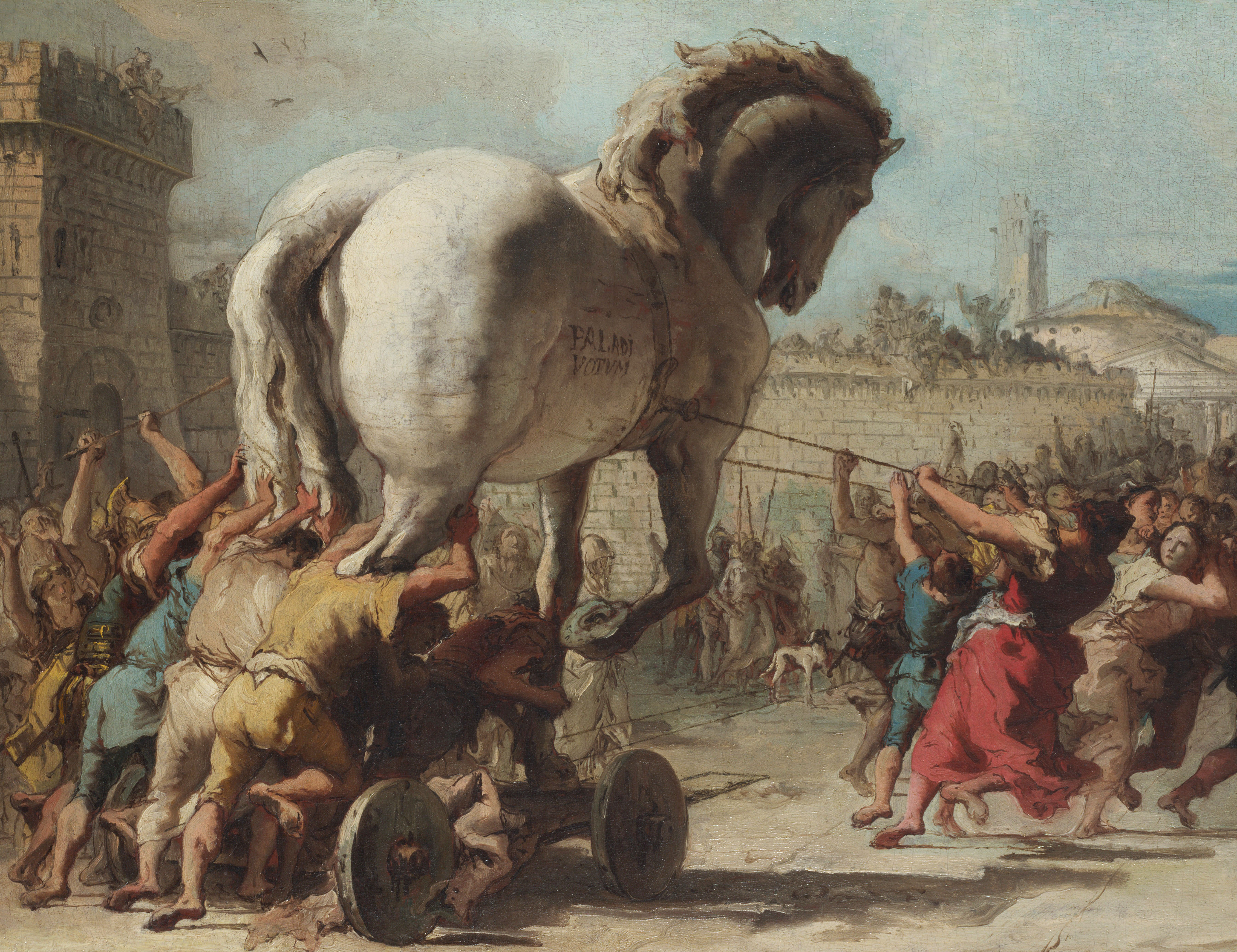
Processione del cavallo di Troia

Giandomenico Tiepolo o Giovanni Domenico Tiepolo, a volte ricordato semplicemente Domenico Tiepolo (Venezia, 30 agosto 1727 – Venezia, 3 marzo 1804) è stato un pittore italiano, cittadino della Repubblica di Venezia.

## Biografia

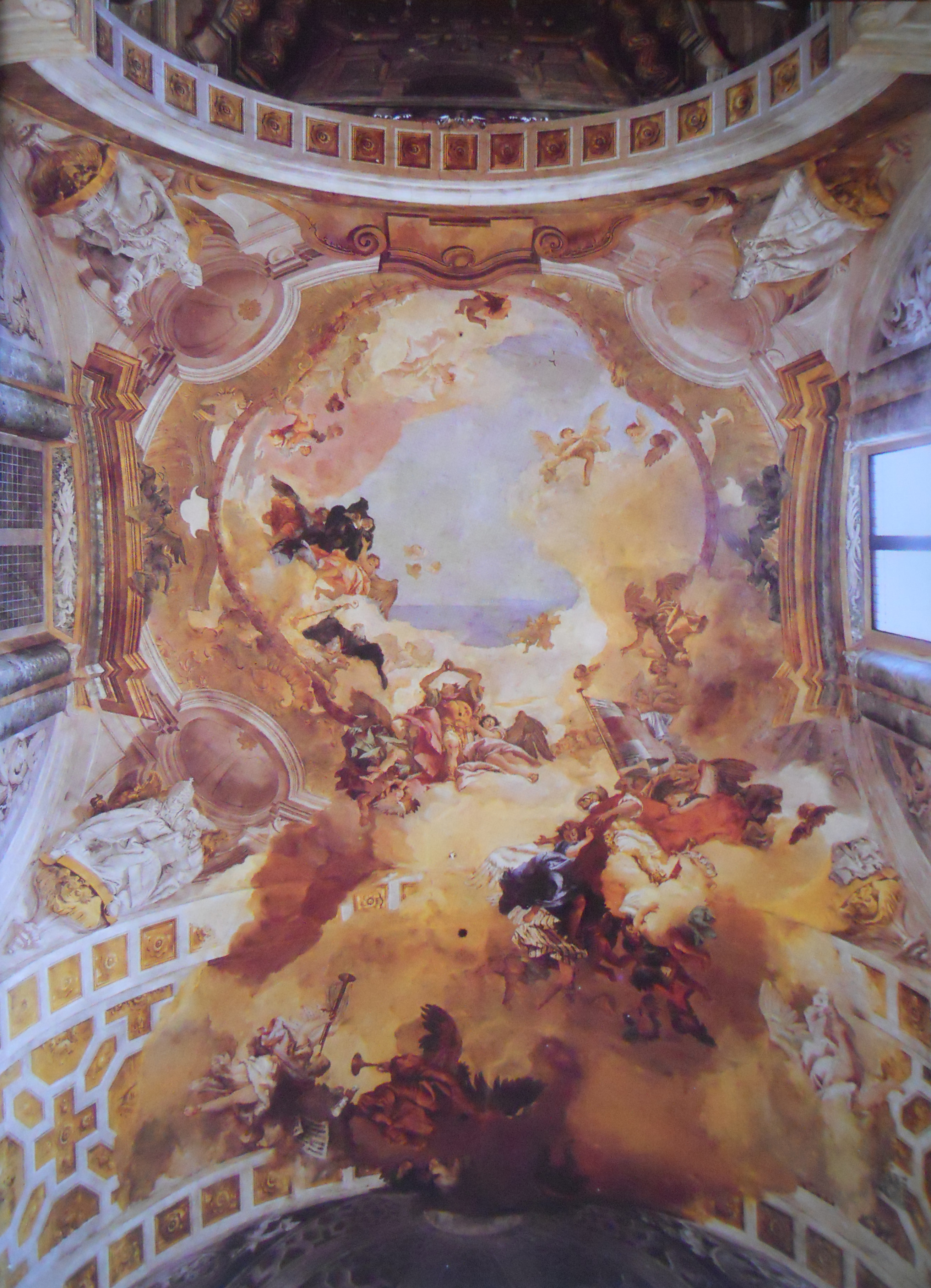
Giandomenico Tiepolo, Apoteosi dei santi Faustino, Giovita, Benedetto e Scolastica, 1754-1755, chiesa dei Santi Faustino e Giovita, Brescia.

Giandomenico era figlio di Giambattista Tiepolo, nonché fratello del più giovane Lorenzo e nipote di Francesco Guardi e Gianantonio Guardi, essendo la madre di Giandomenico, Maria Cecilia Guardi, sorella dei due vedutisti.
Il padre, noto pittore, discendeva da una modesta famiglia per nulla imparentata coi ricchi Tiepolo nobili veneziani.
A 13 anni entrò a far parte della bottega del padre e a 19 anni ricevette dall'allora parroco della Chiesa di San Polo, Bartolomeo Carminati, l'incarico di dipingere nell'oratorio del Crocefisso di tale chiesa la serie di Stazioni della Via Crucis, riprodotta successivamente in quattordici fogli incisi all'acquaforte tra il 1748 e il 1749.
Nel 1748 dipinse inoltre la Guarigione dell'ossesso presso la chiesa di San Francesco di Paola.
Dalla fine del 1750 alla primavera del 1753 fu con il padre, in Baviera, a Würzburg, per occuparsi delle decorazioni della Residenza di Karl Philipp von Greiffenklau, principe vescovo del Sacro Romano Impero. In questa occasione gli venne concessa l'autonomia nell'esecuzione delle sovrapporte (“Giustiniano legislatore”, “Costantino difensore della Fede”, “S. Ambrogio respinge l'imperatore Teodosio”). Per il principe vescovo dedicò nel 1753 le ventiquattro incisioni dell'album delle “idee Pittoriche sopra la fuga in Egitto di Gesù, Maria e Giuseppe...”.
Al rientro a Venezia si avvicinò alla bottega di Pietro Longhi e dello zio Francesco Guardi. Tra il 1753-1754 eseguì Il minuetto.
Tra il 1754 e il 1755 dipinse l'Apoteosi dei santi Faustino, Giovita, Benedetto e Scolastica per il presbiterio della chiesa dei Santi Faustino e Giovita a Brescia, probabilmente su progetto del padre. Il grande affresco venne completato dai due riquadri sulle pareti laterali, pure ad affresco, con il Martirio dei santi Faustino e Giovita e l'Intervento dei santi patroni in difesa di Brescia assediata da Nicolò Piccinino. Sicuramente contemporaneo alle scene del presbiterio è il ciclo decorativo dello studiolo dell'Abate, sempre nel monastero dei Santi Faustino e Giovita.

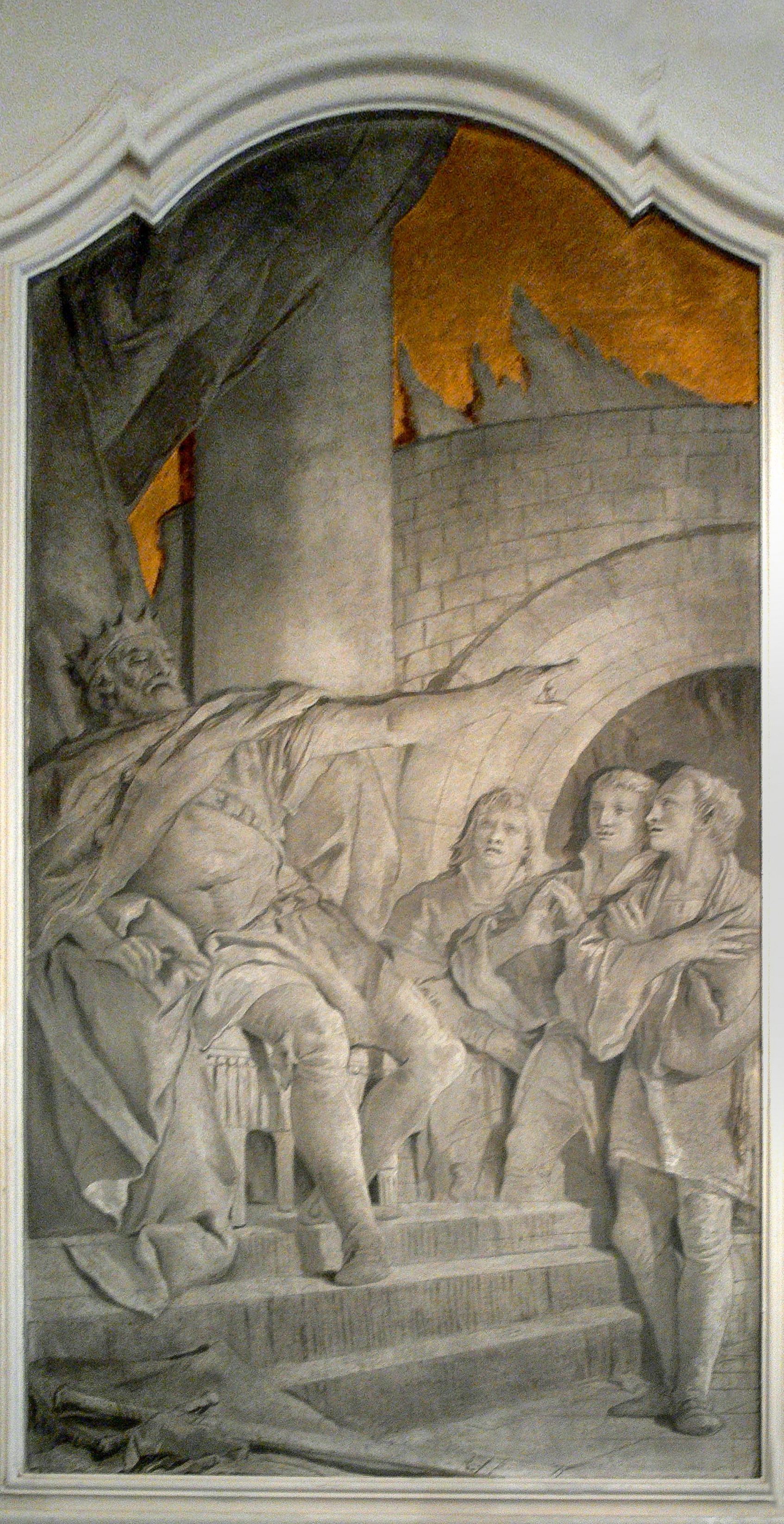
Udine - Oratorio della Purità - Nabuccodonosor condanna i fanciulli alla fornace.

Nel 1757 lavorò nella Villa Valmarana "Ai Nani" a Vicenza insieme al padre. In particolare si dedicò alla foresteria, dove si scostò dallo stile paterno, più classico, per assumerne uno più moderno, ispirato all'illuminismo. Alcune delle scene qui dipinte furono decisamente precorritrici per i gusti dell'epoca (come la Sala dei Contadini, osservati durante il loro duro lavoro quotidiano, o la sala delle Cineserie, che seguiva la moda esotica praticata ai tempi).
Nel 1759 iniziò la decorazione della villa di famiglia a Zianigo di Mirano, che interruppe per andare a Udine dove eseguì un soggetto biblico presso l'Oratorio della Purità.
Nel 1761 affrescò, con il padre, le stanze della Villa Pisani di Stra.
Nel 1762 venne chiamato, ancora con il padre, a Madrid da Carlo III Borbone, re di Spagna, per dipingere la Gloria di Spagna presso il Palazzo reale, e le stazioni della Via Crucis per la chiesa di San Filippo Neri. Alla morte del padre (1770), Giandomenico tornerà a Venezia, lasciando a Madrid il fratello Lorenzo.
Nel 1772 venne nominato maestro dell'Accademia di pittura di Venezia, allora insediata al Fonteghetto della Farina, e nel 1783 ne diventò Presidente.
Nel 1776 si sposò con Margherita Moscheni, da cui ebbe due figlie.
Nel 1789 affrescò il Palazzo Contarini di Venezia con temi e stile acquisiti dal padre.
Nel 1791 tornò a Zianigo dove affrescò la  villa di famiglia a Zianigo; i dipinti, dopo essere stati strappati nel 1906, sono ora conservati nel palazzo Ca' Rezzonico di Venezia. Negli ultimi anni l'artista produsse una serie di disegni dedicati al “Divertimento per li ragazzi carte n.104”, riprendendo il personaggio di Pulcinella, già presente nella produzione artistica paterna (schizzi e opere tarde), e facendo la parodia della società veneziana.
Giandomenico Tiepolo morì a Venezia il 3 marzo 1804. Poco tempo dopo Margherita Moscheni passò a nuove nozze con Giambattista Bardese, che acquistò Villa Tiepolo.

## Opere
Di seguito sono elencate alcune delle principali opere di Giandomenico Tiepolo:
- Apoteosi della Famiglia Pisani, 1761-1762, affresco, Stra, Villa Pisani
- Divertimento per li ragazzi carte n.104

(Secondo voce 1 Bibliografia)

### I capolavori della villa di Zianigo (VE)
Il 24 dicembre 1757 Giambattista Tiepolo acquistò la villa di Zianigo, frazione di Mirano dove Giandomenico, tra il 1759 e il 1797, eseguì per sé stesso una serie di affreschi tra i quali:
- Il mondo novo
- La Passeggiata
- Minuetto in villa
- Pulcinella e i saltimbanchi

### L'affrescoIl Merito e la Fama
Il lavoro, databile verso la fine del XVIII secolo, fu originariamente realizzato per il palazzo Caragiani a Venezia, è ora presso la villa Bianchini di Zianigo, attuale proprietà del Comune di Mirano.

### Parrocchiale dell'Assunta di Casale sul Sile (TV)
Tre grandi affreschi a soffitto raffiguranti l'Assunta e i Santi Patroni della Pieve (San Vincenzo Ferreri e Ciriaco martire) nella Gloria celeste.

### Parrocchiale Santa Maria Assunta di Vigonovo (VE)
Lungo la navata principale, un altare marmoreo è arricchito da una pala raffigurante la discesa dello Spirito Santo su Maria e gli apostoli il giorno di Pentecoste.

### Oratorio del Crocifisso annesso alla chiesa di San Polo di Venezia
Il ciclo dell'oratorio comprende le quattordici grandi stazioni della Via Crucis, altre quattro tele dedicate ai santi Filippo Neri, Giovanni Nepomuceno, Elena e Vincenzo Ferreri oltre ad una Gloria d'angeli collocata sul soffitto.

### Parrocchiale Santa Maria Assunta di Cartura (PD)
Sul soffitto si trova il grande affresco Assunzione della Vergine al cielo realizzato nel 1793. Foto